# Apple Performa Plus Display

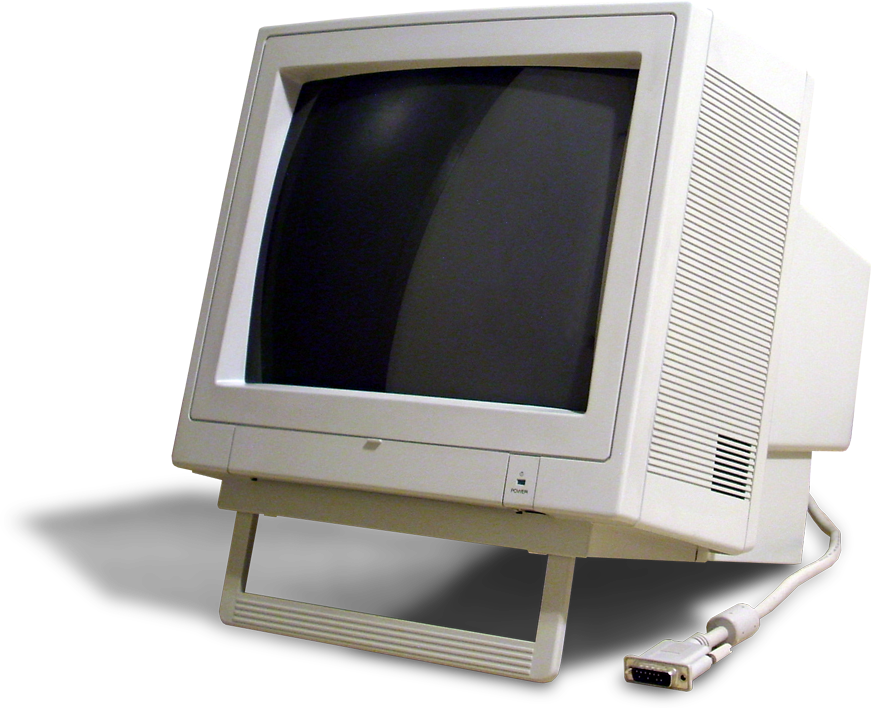
Apple Performa Plus Display

Apple Performa Plus Display – monitor CRT o przekątnej 14" (widoczne 13"), produkowany przez Apple Computer w okresie od 14 września 1992 do 18 lipca 1994. Używa standardowego kabla Macintosh (DA-15). Rozdzielczość obrazu wynosi 640x480.